# 魔神英雄伝ワタル 終わりなき時の物語
『魔神英雄伝ワタル 終わりなき時の物語』（ましんえいゆうでん ワタル おわりなきときのものがたり）は、1993年から1994年にかけてOVAとして発売された、サンライズ制作による日本のアニメーション作品。

## 作品概要
- アニメーション『魔神英雄伝ワタル』『真 魔神英雄伝ワタル』『魔神英雄伝ワタル2』及び、ラジメーション『魔神英雄伝ワタル3』と連なったシリーズ最終作的作品。監督による『虎王伝説』以降のメディアミックスにおいて最初から想定されていた「子供の為のファンタジーSF感」は薄れ、「ド」が付くシリアスな風潮が定番化となりつつあった。「本来のワタルに戻るにはここまでしないと戻れない」という井内の決意の下に作られた事実上のワタルのアニメシリーズ完結編と現時点ではなっている物語。「ワタルはなぜ救世主なのか？」をテーマにおいて作られている。
- ノベライズ版『虎王伝説』をそのまま映像化することは現実的な生死感や複雑な登場人物の関係性など様々な事情でアニメ化が出来ずラジオドラマ化されたが、それ故に「終わりなき時の物語」という形で監督自身の世界観が反映された。そのため、本来は「虎王伝説」のみの設定であった神部界のさらに上層部であるの神々の世界「天部界」、それを統治する「大龍光帝」といった存在が作中で示唆されている。
- なお、ワタルシリーズ的にはこの物語の後、『ぼくの虎王 第三章』（ラジメーション）→『虎王伝説』（小説）/『虎王物語』（ラジメーション）へと話が繋がっていく。
- テレビシリーズではロボットアニメであったが、今作では魔神（メカ、ロボット）戦は存在しない。モーガン（『ワタル2』、第一星界の魔神）が1カットのみ登場している。
- ワタルの名台詞であり、次回予告のサブタイトル後の「ハッキシ言って、おもしろカッコいいぜ」は、本作の予告には一切使われていない。
- この作品の数年後、再びアニメシリーズ化された『超魔神英雄伝ワタル』はこの物語より前の話の設定であるが、初期設定の付け足しによって大きな矛盾が発生し『真 魔神英雄伝ワタル』以降のメディアとは全く繋がらない物語となっている[1]。

## ストーリー
魔界皇子「閻羅王」の手により魔界と神部界を繋ぐ扉が開かれ、再び神部界に危機が訪れた。小学5年生となったワタルは創界山が破壊される白昼夢により神部界の危機を感じ取るが、金龍が現れないため創界山に行くことができない。龍神池で不思議な老人に出逢ったワタルは救世主の子供の話を聞かされ「信じる心と大きな夢」を持つことを伝えられる。その晩、満開となった「面影龍の桜」で虎王と再会したワタルは白銀の天馬に乗り神部界に帰還するが、そこで待っていたのは魔界の邪気により無残に破壊された創界山と、邪悪な魔界の徒を従えた閻羅王の脅威であった。閉じる為には星界山よりも遥かな上の世界「天部界」にある「拳龍の勾玉」を手に入れなければならない。創界山を支える神部七龍神の力を借りる事ができないワタルは拳龍の勾玉を探すため、海火子と共に天部界へと向かう。
救世主ワタルの最終決戦並びに戦いの終局が今、始まろうとしていた。

## 登場人物
テレビシリーズからの主要キャラクターについては登場人物を参照。
閻羅王（えんらおう）
声 - 緑川光
封印の扉からやってきた魔界皇子。ドアクダー（ドワルダー）の比ではない邪悪な力をもつ。「聖龍の勾玉」を奪い、「拳龍の勾玉」を破壊しようと企てる。
吼鬼（こうき）
閻羅王の操る魔物。頑丈な体とトンボのような姿に変形する能力を持つ。魔神のような固くて厚い体をしているため、剣では傷ひとつつけられない。
四天龍王（してんりゅうおう）
声 - 森川智之
天部界の皇子。修羅童子と覇翔童子に天部界へ侵入したワタルと海火子の腕試しをさせる。
長老
声 - 丸山詠二
龍遣いの谷の村の長老。ワタルが「拳龍士」である事を見抜き、「拳龍の勾玉」を持っている事を教える。
修羅童子（しゅらどうじ）
声 - 稲葉実
天部界の門番。他の世界からの侵入者を防ぐため、絶えず目を光らしている天部界の門番。神部界からやってきたワタルと海火子を捕獲しようとした。
覇翔童子（はしょうどうじ）
声 - 星野充昭
天部界の門番。修羅童子と共に神部界からやってきたワタルと海火子を捕獲しようとした。
オル
声 - 國府田マリ子
龍遣いの谷に住む少女。突然村を襲ってきた閻羅王に対して、拳龍を守るために勇敢に戦う。
アダール
拳龍士で救世主。
バルミ
拳龍士を身ごもった女性。
老人
声 - 村越伊知郎
龍神池で釣りをしていた不思議な老人。
先生
声 - 新田三士郎
5年生になったワタルの担任。

## スタッフ
- 企画 - サンライズ
- 原作 - 矢立肇
- 企画協力 - レッドカンパニー
- 監督・脚本 - 井内秀治
- 演出・ストーリーボード - 近藤信宏
- キャラクターデザイン・総作画監督 - 芦田豊雄
- メカデザイン - 中沢数宣
- 作画監督 - 竹内浩志
- 美術監督 - 西川淳一郎
- 撮影監督 - 桶田一展
- 音響監督 - 藤野貞義
- 音楽 - 大島ミチル
- 制作 - サンライズ、バップ

## 主題歌
オープニングはインストのみの為、エンディングテーマとして流れる。
「永遠の扉」
作詞 - 佐藤ありす / 作曲 - 山本健司 / 編曲 - 神林早人 / 歌 - a・chi-a・chi

### イメージソング
次回予告後（3巻はED後）、映像特典としてイメージソング「ハートの呪文」が毎回収録された（DVD版では収録されず、BDには収録された）。
カジノ″SOUKAIZAN″を舞台にヒミコがディーラー(毎巻異なるキャラが演じる)とポーカーで勝負するアニメーションとなっており、巻が進むにつれストーリーが展開してヒミコのチップが増減する。
メインキャラクター以外にも、「終わりなき時の物語」本編には登場しなかった幻龍斎・オババ・オジジ・EXマンの他、「ワタル(無印)」と「ワタル2」に登場したゲストキャラや敵キャラも多数登場する。
「ハートの呪文」
作詞 - 暮醐 遊 / 作曲 - 工藤 崇 / 編曲 - 加藤みちあき / 歌 - a・chi-a・chi

## 各話リスト
| 話数  | サブタイトル | 発売日         |
| ----- | ------------ | -------------- |
| 第1話 | 救世主 再び  | 1993年 10月1日 |
| 第2話 | 天部界の嵐   | 12月1日        |
| 第3話 | 永遠の伝説   | 1994年 2月1日  |

## 商品展開
- VHS
1巻（1993/10/1、Vap、VPVV-63189）
2巻（1993/12/1、Vap、VPVV-63190）
3巻（1994/2/1、Vap、VPVV-63191）
- LD
1巻（1993/10/1、Vap、VPLV-70311）
2巻（1993/12/1、Vap、VPLV-70312）
3巻（1994/2/1、Vap、VPLV-70313）
- DVD-BOX （2002/7/21発売、VPBY-11918、第2シリーズとセット） - 「ハートの呪文」未収録
- Blu-ray-BOX （2014/6/25発売、VPXY-71995、第2シリーズとセット）